# Потоцкий, Панталеон
Панталеон Пото́цкий (пол. Pantaleon Ignacy Potocki; 21 июля 1817 — 17 марта 1846, Седльце) — польский дворянин, повстанец.
В 1846 году организовал отряд повстанцев и напал с ним на русский гарнизон. Это была попытка положить начало общенародному восстанию.
Приговорён к смертной казни через повешение. Казнь произошла на седлецком рынке 17 марта 1846 года.
3 мая 1919 года на месте казни Потоцкого был открыт памятный крест.